# Maksymilian Baranowski
Maksymilian Baranowski (ur. 13 września 1913 w Złoczowie, zm. 2008 w Londynie) – polski i brytyjski architekt, poeta, dyrygent.

## Życiorys
Syn złoczowskiego weterynarza Antoniego Baranowskiego i Magdaleny z domu Zegraj. W sierpniu 1939 zmobilizowany w szeregi 52 Pułku Piechoty Strzelców Kresowych. Po wkroczeniu Armii Czerwonej został aresztowany i zesłany do łagru w Uchcie w Republice Komi, a następnie pod Kołymę, gdzie pracował przy budowie linii kolejowej. Zwolniony w ramach amnestii w 1942 przedostał się do miejscowości Tockoje, gdzie było miejsce grupowania Armii Andersa, z którą przeszedł cały szlak bojowy jako kapitan 6 Pułku Pancernego "Dzieci Lwowskich II Korpusu Polskiego. Walczył pod Monte Cassino, po zakończeniu wojny postanowił nie wracać do Polski. Pozostał we Włoszech, gdzie przez rok studiował architekturę na Uniwersytecie w Rzymie. Następnie przeniósł się do Wielkiej Brytanii, gdzie kontynuował naukę na Polish University College, School of Architecture w Londynie. Studia ukończył w 1950, a następnie został architektem w Greater London Council. Podczas studiów poznał i poślubił pochodzącą z Grodna malarkę Janinę Zbaraszewską, z którą miał syna Krzysztofa. W 1956 otrzymał obywatelstwo brytyjskie. Projektował osiedla mieszkaniowe, budynki użyteczności publicznej i centra handlowe. Równocześnie był zapalonym tenisistą, należał do grona założycieli Akademickiego Związku Sportowego w Londynie, który skupiał Polonię, był prezesem tej organizacji oraz kierownikiem i trenerem sekcji tenisowej od 1948 do 1960. Przez ponad trzydzieści lat był dyrygentem londyńskiego Chóru im. Karola Szymanowskiego, należał też do Związku Pisarzy Polskich na Obczyźnie. Maksymilian Baranowski pisał wiersze, wspominał w nich wojenne przeżycia i pobyt na Syberii.

## Odznaczenia
Polskie
- Krzyż Kawalerski Orderu Odrodzenia Polski,
- Krzyż Pamiątkowy Monte Cassino,
- Złoty Krzyż Zasługi,
- Krzyż Kampanii Wrześniowej
- Krzyż Zasługi Polskiej Misji Katolickiej w Anglii i Walii,
- Krzyż Kołymiacy-Sybiracy,
- Złota Odznaka Honorowa Koła Lwowian,

Brytyjskie
- Gwiazda za Wojnę 1939–1945,
- Gwiazda Italii,
- Medal Obrony,
- Medal Wojny 1939–1945.